# زدآی‌ال-۴۱۰۲
زدآی‌ال-۴۱۰۲ (ZIL-4102) خودرویی است که از آن ۳ پیش‌نمونه در سال‌های ۱۹۸۷، ۱۹۸۹ و ۱۹۹۰ تولید شده‌است. طراحی آن موتور جلو-محور جلو بوده‌است. این خودرو قرار بود با یک موتور ۴٫۵ لیتری V6، یک واحد ۶ لیتری V8 و یک پیشرانهٔ عظیم ۷ لیتری دیزل عرضه شود و جهت انتقال قدرت نیز دو گیربکس ۵ سرعتهٔ دستی یا ۴ سرعتهٔ اتوماتیک وجود داشت که نیرو را به چرخ‌های جلو منتقل می‌کردند.
این خودرو به‌دلیل مخالفت میخائیل گورباچف به تولید انبوه نرسید.